# Pherhombus antennalis
Pherhombus antennalis là một loài tò vò trong họ Ichneumonidae.